# Víctor Liz
Pour les articles homonymes, voir Liz.
Víctor Liz, né le 12 mai 1988, à Santiago de los Caballeros, en République dominicaine, est un joueur dominicain de basket-ball. Il évolue au poste d'arrière.